# منحوتة قبر يوليوس الثاني
منحوتة قبر يوليوس الثاني من الأعمال الفنية الشهيرة للفنان مايكل آنجلو بدأ مايكل أنجلو العمل على قبر البابا يوليوس الثاني حيث وضع في نهاية مذبح كاتدرائية القديس بطرس في روما. أراد مايكل أنجلو من تصميماته الأولية أن يخصص القبر بقاعدة من ثلاث طبقات فمن الأسفل قام بتصوير مشهد النصر للعبيد وتحريرهم (انظر العبد المحتضر) وفوقهم كان هناك أربع أشكال جالسة تتضمن موسى والقديس بولس وأخيرا ملائكة تحمل إما تابوت أو البابا.
وأخيرا وضمن الشكل العام هناك حوالي أربعين شكلاً تتموضع على المشروع مشكلة فيما لو جمعت بجانب بعضها البعض بناء من ثلاث طوابق. إلا أن مجال العمل وتوسعاته تم تضيقه بشكل كبير وواسع نتيجة ضغوط العمل والمشاريع الأخرى التي بالتالي أجلت إنجاز هذا العمل. في النهاية ثلاثة أشكال فقط من صنع مايكل أنجلو وضعت على القبر الذي استقر في روما كنيسة سان بييرو، فينسولي. أقوى هذه الأشكال كان تصوير موسى سنة 1515 ويعتبر هذا النحت مثالاً حي لقدرة مايكل على منح صخرة جامدة الحياة والحركة. حيث صور موسى مفتول العضلات جالساً منحنياً بجسده إلى اليسار قليلاُ وملتفتاً برأسه إلى اليمين بشدة وكأنه ينظر إلى شعبه بغضب وهم بعبدون إلهاً مزيف
وتستطيع أن ترى قدمه وهي مندفعة إلى الخلف لتعطيك إيحاء وكأنه على وشك الوقوف مباشرةً من شدة غضبه.
جدير بالذكر انه عندما انتهى من نحت هذا التمثال قال له انطق يا موسى فبالطبع لم يجيب فضرب التمثال في ركبتيه وكسر جزء صغير منه وهي موجودة إلى الآن.

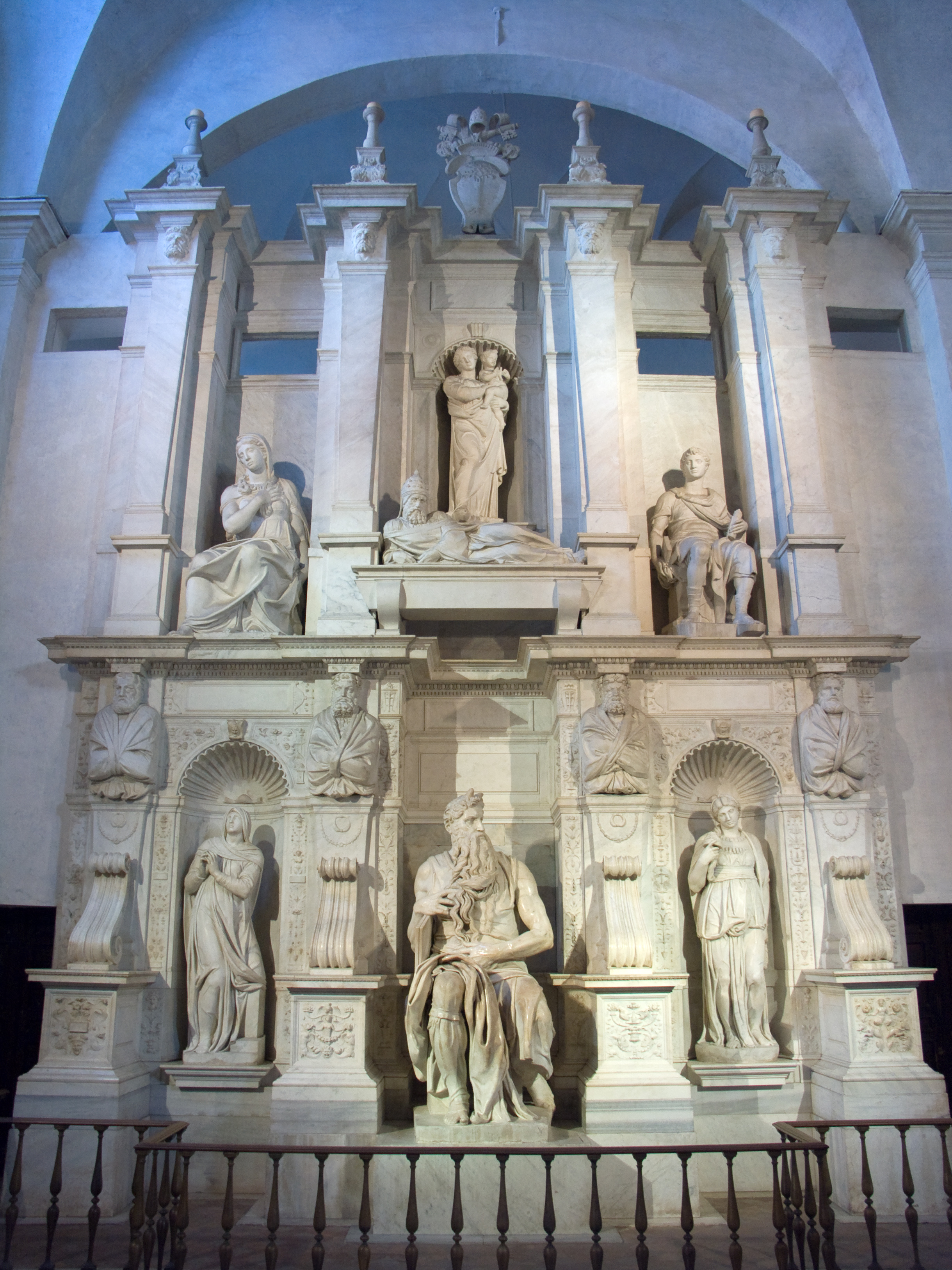
صورة عامه للمقبرة.